# Hotolisht
Hotolisht là một xã trong quận Librazhd thuộc hạt Elbasan, Albania. Dân số năm 2005 là 6336 người.